# Vuelta a Galicia
La Volta a Galicia es una carrera ciclista por etapas, clásica del calendario español que recorría las carreteras de la comunidad autónoma gallega.
Comenzó a disputarse a partir de 1933 y volverá a disputarse en 2017 siendo Salvador Cardona su primer ganador. El corredor con más victorias es Emilio Rodríguez, con tres.

## Palmarés
En amarillo: edición amateur.
| Año       | Ganador                                      | Segundo                  | Tercero                    |
| --------- | -------------------------------------------- | ------------------------ | -------------------------- |
| 1933      | Salvador Cardona                             | Eusebio Bastida          | Federico Ezquerra          |
| 1934      | No se disputó                                | No se disputó            | No se disputó              |
| 1935      | Julián Berrendero                            | Fermín Trueba            | Mariano Gascon             |
| 1936-1944 | No se disputó                                | No se disputó            | No se disputó              |
| 1945      | Delio Rodríguez                              | Emilio Rodríguez         | Julián Berrendero          |
| 1946      | Emilio Rodríguez                             | Pastor Rodríguez         | Luis Sánchez Huergo        |
| 1947      | Emilio Rodríguez                             | Manolo Rodríguez         | Delio Rodríguez            |
| 1948-1954 | No se disputó                                | No se disputó            | No se disputó              |
| 1955      | Emilio Rodríguez                             | Carmelo Morales          | René Marigil               |
| 1956-1983 | No se disputó                                | No se disputó            | No se disputó              |
| 1984      | Vicente Belda                                | José Recio               | Jokin Mujika               |
| 1985      | Jesús Blanco Villar                          | Vicente Belda            | Raimund Dietzen            |
| 1986      | No se disputó                                | No se disputó            | No se disputó              |
| 1987      | Jokin Mujika                                 | Iñaki Gastón             | Vicente Belda              |
| 1988      | Marino Lejarreta                             | Álvaro Pino              | Miguel Induráin            |
| 1989      | Vicente Ridaura                              | Federico Echave          | Iñaki Gastón               |
| 1990      | Federico Echave                              | Laudelino Cubino         | Johan Bruyneel             |
| 1991      | Álvaro Mejía                                 | Piotr Ugrumov            | Fabian Fuchs               |
| 1992      | Fabian Jeker                                 | Federico Echave          | Oliverio Rincón            |
| 1993      | Andrew Hampsten                              | Stefano Della Santa      | Álvaro Mejía               |
| 1994      | Laudelino Cubino                             | Claudio Chiappucci       | Stefano Della Santa        |
| 1995      | Miguel Indurain                              | Maarten den Bakker       | Manuel Fernández Ginés     |
| 1996      | Abraham Olano                                | Andrei Tchmil            | Laurent Jalabert           |
| 1997      | Aitor Garmendia                              | Gianluca Bortolami       | Armand de Las Cuevas       |
| 1998      | Frank Vandenbroucke                          | Abraham Olano            | Marcos Serrano             |
| 1999      | Marcos Serrano                               | Andrei Teteriouk         | Abraham Olano              |
| 2000      | Andrei Teteriouk                             | David Etxebarria         | Juan Miguel Mercado        |
| 2001      | No se disputó                                | No se disputó            | No se disputó              |
| 2002      | Fernando Torres                              | Aitor Pérez Arrieta      | José Mario Box             |
| 2003      | José Adrián Bonilla                          | José Ruiz Sánchez        | Francisco Morales          |
| 2004      | Luis Fernández                               | Jorge Nogaledo           | Sergio Domínguez           |
| 2005      | Manuel Jesús Jiménez                         | Alberto Fernández        | Eder Salas                 |
| 2006      | Óscar Laguna                                 | Gonzalo Rabuñal          | Alejandro Paleo            |
| 2007      | Óscar Laguna                                 | Eduardo González         | Carlos Oyarzún             |
| 2008      | Óscar García-Casarrubios                     | Vitor-Bruno Martins      | Dmitri Puzanov             |
| 2009      | Enrique Salgueiro                            | Carlos Oyarzún           | Gustavo Rodríguez Iglesias |
| 2010      | Raúl García de Mateos                        | Sergi Escobar            | Rafael Rodríguez           |
| 2011      | José Belda                                   | Héctor González          | Moisés Dueñas              |
| 2012      | Luís Afonso                                  | David Francisco Delgado  | Miguel Gómez               |
| 2013      | Pedro Gregori                                | Federico José Figueiredo | José Antonio de Segovia    |
| 2014      | Aitor González                               | Joaquim Ricardo Soares   | José Antonio de Segovia    |
| 2015      | Aitor González                               | Jorge Martín             | Pedro Merino               |
| 2016      | Samuel Blanco                                | Marcos Jurado            | Pedro Gregori              |
| 2017      | Martín Lestido                               | David González López     | Willie Smit                |
| 2018      | Sergio Vega                                  | Martín Lestido           | Iván Martínez              |
| 2019      | Martí Márquez                                | Alejandro Ropero         | Raúl García de Mateos      |
| 2020      | Cancelada debido a la situacion del COVID-19 |                          |                            |
| 2021      | Álex Martín                                  | Patrick Videira          | Fernando Tercero           |
| 2022      | Fernando Tercero                             | Edgar Cadena             | Saúl Burgos                |
| 2023      | Martín Rey                                   | Samuel Fernández         | Edgar Cadena               |
| 2024      | José Luis Faura                              | Lucas Lopes              | Pablo García               |

## Palmarés por países
Solo se cuentan las victorias profesionales
| País           | Victorias |
| -------------- | --------- |
| España         | 20        |
| Colombia       | 1         |
| Suiza          | 1         |
| Estados Unidos | 1         |
| Bélgica        | 1         |
| Kazajistán     | 1         |